# Ypsolopha pseudoparallela
Ypsolopha pseudoparallela là một loài bướm đêm thuộc họ Ypsolophidae. Nó được tìm thấy ở Honshu ở Nhật Bản.
Chiều dài cánh trước là 8.8-10.1 mm.